# Mišel Matičević
Mišel Matičević (Berlin, 1970.) je u Njemačkoj poznati glumac hrvatskih korijena. Dobitnik je brojnih nagrada.
Od 2003. do 2010. bio u vezi s Hrvaticom iz Njemačke, glumicom Mirandom Čondić-Kadmenović (Mimi Fiedler).

## Filmografija
- 2008.: Effi
- 2007.: Die Todesautomatik
- 2007.: Zodiak – Der Horoskopmörder (TV miniseries)
- 2007.: Das Gelübde
- 2007.: Die dunkle Seite
- 2007.: Im Winter ein Jahr
- 2007.: Tatort – Bienzle und die große Liebe
- 2007.: The Company (TV miniseries)
- 2006.: Blackout – Die Erinnerung ist tödlich (TV miniseries)
- 2006.: Dornröschen erwacht
- 2006.: Eine Stadt wird erpresst
- 2005.: K3 – Kripo Hamburg: Fieber
- 2005.: Die Luftbrücke – Nur der Himmel war frei
- 2005.: Emilia – Die zweite Chance, Emilia – Familienbande
- 2004.: Das Zimmermädchen und der Millionär
- 2004.: Heimkehr
- 2004.: Kalter Frühling
- 2004.: Sehnsucht
- 2003.: Hotte im Paradies
- 2003.: Die Eltern der Braut
- 2002.: Detective Lovelorn und die Rache des Pharao
- 2002.: Operation Rubikon
- 2000.: Lost Killers
- 1998.: Tatort – Berliner Weiße
- 1998.: Wege in die Nacht
- 1997.: Gierig
- 1996.: Müde Weggefährten

## Vanjske poveznice
- Mišel Matičević at IMDb - Internet Movie Database
- Webstranica Mišela Matičevića, njem.  Arhivirana inačica izvorne stranice od 4. rujna 2009. (Wayback Machine)
- Homepage (njem.)  Arhivirana inačica izvorne stranice od 2. kolovoza 2009. (Wayback Machine)